# Episodi di Susan (terza stagione)
La terza stagione della serie televisiva Susan è stata trasmessa in anteprima negli Stati Uniti d'America dalla NBC tra il 21 settembre 1998 e il 24 maggio 1999.
| nº | Titolo originale                                         | Titolo italiano | Prima TV USA      | Prima TV Italia |
| -- | -------------------------------------------------------- | --------------- | ----------------- | --------------- |
| 1  | Birds Do It, Bees Do It, Even Some of These Do It        |                 | 21 settembre 1998 |                 |
| 2  | Feels Like the First Time                                |                 | 28 settembre 1998 |                 |
| 3  | Don't Tell                                               |                 | 5 ottobre 1998    |                 |
| 4  | Sleeping with the Enemy                                  |                 | 12 ottobre 1998   |                 |
| 5  | A Funny Thing Happened on the Way to Susan's Party       |                 | 26 ottobre 1998   |                 |
| 6  | War Games                                                |                 | 2 novembre 1998   |                 |
| 7  | Seems Like Old Times                                     |                 | 9 novembre 1998   |                 |
| 8  | Trash-Test Dummies                                       |                 | 16 novembre 1998  |                 |
| 9  | The Thanksgiving Episode                                 |                 | 30 novembre 1998  |                 |
| 10 | The Apartment Hunt                                       |                 | 30 novembre 1998  |                 |
| 11 | Merry Ex-Mas                                             |                 | 14 dicembre 1998  |                 |
| 12 | Wedding Bell Blues                                       |                 | 11 gennaio 1999   |                 |
| 13 | On a Clear Day You Can Hear Forever                      |                 | 18 gennaio 1999   |                 |
| 14 | One Man's Intervention Is Another Man's Tupperware Party |                 | 25 gennaio 1999   |                 |
| 15 | Sometimes You Feel Like a Nut                            |                 | 8 febbraio 1999   |                 |
| 16 | Ben Rubenstein, Meet Joe Black                           |                 | 22 febbraio 1999  |                 |
| 17 | The Song Remains Insane                                  |                 | 1º marzo 1999     |                 |
| 18 | Revenge of the Gophers                                   |                 | 15 marzo 1999     |                 |
| 19 | In This Corner... Susan Keane! (Part 1)                  |                 | 3 maggio 1999     |                 |
| 20 | In This Corner... Susan Keane! (Part 2)                  |                 | 10 maggio 1999    |                 |
| 21 | The First Picture Show                                   |                 | 17 maggio 1999    |                 |
| 22 | Bowled Over                                              |                 | 24 maggio 1999    |                 |
| 23 | A Day in the Life                                        |                 | 24 maggio 1999    |                 |